# 克里兹毛尼奇·亚诺什
克里兹毛尼奇·亚诺什（匈牙利語：Krizmanich János，1880年12月6日—1944年7月26日），生于肖普朗，匈牙利男子竞技体操运动员。他曾获得1912年夏季奥运会体操比赛男子团体全能银牌。他于1944年在布达佩斯去世。